# Ramphotrigon megacephalum
El picoplano cabezón (en Colombia) (Ramphotrigon megacephalum), también conocido como picochato cabezón (en Bolivia, Argentina, Paraguay y Venezuela), pico-plano cabezón (en Perú) o picoplano de bambú (en Ecuador), es una especie de ave paseriforme de la familia Tyrannidae perteneciente al género Ramphotrigon. Es nativo de América del Sur.

## Distribución y hábitat
Se distribuye de forma disjunta en tres grandes áreas; en el suroeste de Venezuela, extremo noroeste de Brasil, centro y sur de Colombia al noreste de Ecuador; en el sur de la cuenca del Amazonas de Brasil, sureste de Perú y noroeste de Bolivia; en la Mata Atlántica del sureste de Brasil al este de Paraguay y extremo noreste de Argentina; y en puntos aislados del sur de Guyana, norte de Venezuela. noreste de Brasil y sur de Ecuador.
Esta especie es considerada bastante común pero apenas localmente en sus hábitats naturales: el sotobosque dominado por bambuzales de bosques húmedos de tierras bajas y de montaña, hasta los 1400 m s. n. m. de altitud.

## Sistemática

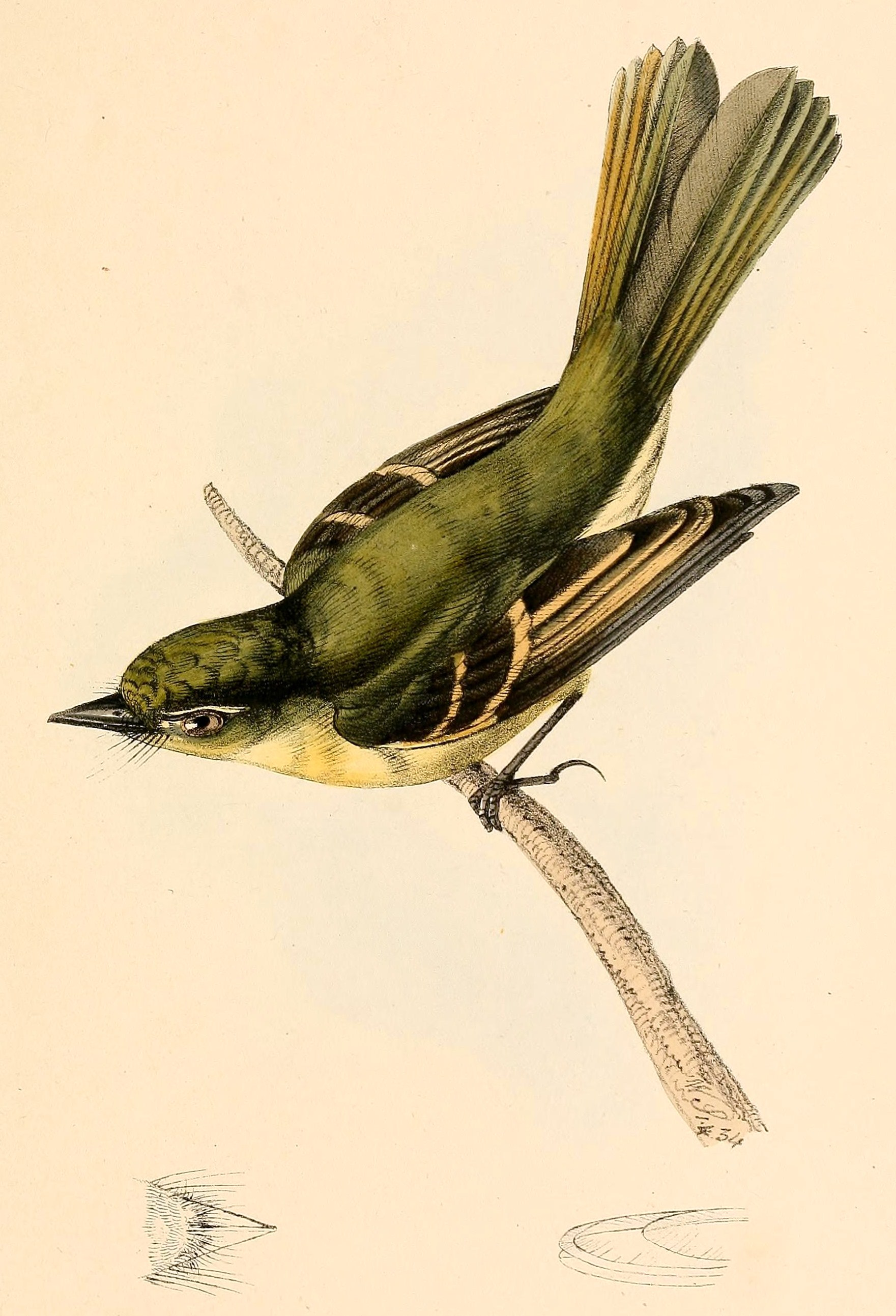
Tyrannula megacephala; ilustración de Swainson, en A selection of the birds of Brazil and Mexico, 1841.

### Descripción original
La especie R. megacephalum fue descrita por primera vez por el ornitólogo e ilustrador británico William Swainson en 1835 bajo el nombre científico Tyrannula megacephala; la localidad tipo es «São Paulo, Brasil».

### Etimología
El nombre genérico neutro «Ramphotrigon» se compone de las palabras del griego «ramphos» que significa ‘pico’, y «trigōnon» que significa ‘triángulo’; y el nombre de la especie «megacephalum», se compone de las palabras del griego «mega» que significa ‘grande’, y «kephalos» que significa ‘de cabeza’.

### Taxonomía
Anteriormente se creía que el presente género era aliado de Tolmomyias y Rhynchocyclus, y la presente especie ya estuvo situada en el primero.

### Subespecies
Según las clasificaciones del Congreso Ornitológico Internacional (IOC) y Clements Checklist/eBird se reconocen cuatro subespecies, con su correspondiente distribución geográfica:
- Ramphotrigon megacephalum venezuelense Phelps Sr. & Gilliard, 1941 – noroeste de Venezuela (oeste de Trujillo, oeste de Apure, oeste de Barinas, noreste de Yaracuy, norte de Aragua), y probablemente en las adyacencias de Colombia. También probablemente esta subespecie en Guyana.
- Ramphotrigon megacephalum pectorale J.T. Zimmer y Phelps Sr., 1947 – sur de Venezuela (Amazonas), sureste de Colombia y este de Ecuador, también adyacencias de Brasil y Perú.
- Ramphotrigon megacephalum bolivianum J.T. Zimmer, 1939 – este del Perú (sur de Loreto, Ucayali, Cuzco, Madre de Dios, norte de Puno), Brasil (Amazonas y Pará al sur hasta Acre, Mato Grosso y Rondônia) y norte de Bolivia (Pando, hasta el noreste de Cochabamba y noreste de Santa Cruz).
- Ramphotrigon megacephalum megacephalum  (Swainson, 1835) – sureste de Paraguay (Canindeyú, Alto Paraná), noreste de Argentina (Misiones) y sureste de Brasil (este de Minas Gerais y Espírito Santo al sur hasta São Paulo).